# Владимир Фертліб
Владимир Фертліб (нім. Vladimir Vertlib; нар. 2 липня 1966, Ленінград) — австрійський письменник, виходець з СРСР.

## Життєпис
У 1971 році разом з сім'єю в рамках єврейської еміграції виїхав з СРСР до Ізраїлю. Сім'я жила в Австрії, Нідерландах, США, Італії, в 1981 році повернулася в Австрію. Володимир закінчив Віденський університет (факультет економіки).
З 1986 — громадянин Австрії. Живе в Зальцбурзі. Публікував роботи з економіки і демографії. Дебютував як письменник 1995. Пише романи, повісті, культурологічні есеї.